# شون ماك ديرمادا
شون ماك ديرمادا (بالإنجليزية: Seán Mac Diarmada) ناشط سياسي جمهوري إيرلندي وزعيم ثوري (ولد عام 1883 )